# رنا الأبيض
رنا الأبيض (7 يوليو 1975 -)، ممثلة سورية من أصل فلسطيني.

## حياتها
ولدت في دمشق ترعرعت بين عائلة فنية تحب الموسيقى والتمثيل، جمعتها الصدفة بعد ذلك بالفنان أيمن رضا وكان حينها يشارك الفنان أيمن زيدان في أعماله الكوميدية، شبهها البعض بالفنانة نورمان أسعد وأوضحت لم تدخل الفن كبديلة لها أو لأنها تشبهها أو تقلدها.
شاركت بالعديد من المسلسلات والأعمال الفنية في سوريا وعرفت عبر عدد من الأدوار إضافة لمشاركتها في أعمال فنية عربية في الإمارات والكويت والأردن والبحرين والعراق. حصلت على الجائزة الذهبية كأفضل ممثلة في مهرجان القاهرة، عن دورها في فيلم (غراميات نجلاء) من إخراج نبيل المالح.
تزوجت من السوري عصام طوغلي ورزقت منه بإبنها يوشع  لكنهما انفصلا بعد سنوات وقررا الطلاق برضا الطرفين وتم الأمر بهدوء، على الرغم من أنها كانت حاملا بابنها الأول.

## أعمالها
أول ظهور تلفزيوني لها كان في العام 1999 حينما شاركت بمسلسل «نداء المتوسط» بإدارة المخرج باسل الخطيب

### في السينما
- 2001: غراميات نجلاء
- 2002: الوعد
- 2005: وراء الوجوه
- 2009: بعد منتصف الليل
- 2009: حمزة والعباس

### في المسرح
- 2001: الدرب الزلق مع المخرج طارق العلي في قطر[15]
- 2017: اختطاف

### في التلفزيون
- 1999: نداء المتوسط
- 1999: نساء صغيرات
- 1999: جواد الليل
- 1999:لو كنت مكاني
- 2000: ليل المسافرين
- 2000: بطل من هذا الزمان
- 2001: ذي قار
- 2001: حمام القيشاني ج4
- 2001: حروب عائلية
- 2002: زمان الوصل
- 2002: يوميات فهمان
- 2002: بارك افوراج ج2
- 2002: مدام دبليو
- 2002: مافي شي
- 2002: عصام ورشا
- 2003: الحجاج
- 2003: حمام القيشاني ج5
- 2003: لغز الجريمة
- 2004: هدوء وعواصف
- 2004: هومي هون
- 2004: 2×2
- 2004: عذراء الجبل
- 2004: شو هالحكي
- 2004: الطوفان
- 2005: نزار قباني
- 2005: حاير طاير ج 4
- 2005: الطريق الوعر
- 2005: ملوك الطوائف
- 2006: وشاء الهوى
- 2006: أهل الغرام ج1
- 2006: أسياد المال
- 2006: الوزير وسعادة حرمه
- 2006: أيام الولدنة
- 2006:جنون الليل
- 2006: ماكو فكة
- 2007: الحصرم الشامي ج1
- 2007: كثير من الحب كثير من العنف
- 2007: وصمة عار
- 2007: كاني وماني
- 2007:صراع على الرمال
- 2008: الحصرم الشامي ج2
- 2008: حاير طاير ج5
- 2008: رصيف الذاكرة
- 2008: بقعة ضوء ج6
- 2008: لورنس العرب
- 2008: نساء من البادية
- 2009:بعد منتصف الليل
- 2009: الحب والسلام
- 2009: شتاء ساخن
- 2009: قبائل الشرق
- 2009: العودة إلى الحياة
- 2009: منمنمات اجتماعية
- 2010: أصوات خافتة
- 2010: رايات الحق
- 2010: ما ملكت أيمانكم
- 2010: الشيخة
- 2010: حارة الياقوت
- 2010: صبايا ج2
- 2010: عرب وود
- 2010: الشيخة
- 2011: ولادة من الخاصرة
- 2011: كشف الأقنعة
- 2012: إمام الفقهاء
- 2012: زنود الست ج1
- 2012: ما بتخلص حكاياتنا
- 2013: زنود الست ج2
- 2013: صمت البوح
- 2013: ناطرين
- 2014: زنود الست ج3
- 2014: الحب كله
- 2014: ما وراء الوجوه
- 2015: مذنبون أبرياء
- 2015: دامسكو
- 2015:فارس وخمس عوانس
- 2015: فتنة زمانها
- 2016: عطر الشام
- 2016: أهل الغرام ج3  (خماسية الحب المستحيل)
- 2016: الطواريد
- 2017: باب الحارة 9
- 2017: عطر الشام 2
- 2017: الخطايا
- 2017: حكم الهوى
- 2017: صرخة روح ج3 (خماسية الخلخال)
- 2018: عطر الشام 3
- 2018: رائحة الروح
- 2019: ببساطة
- 2020: الجوكر
- 2020: حرملك ج2
- 2020: حركات بنات
- 2020: بروكار
- 2021: باب الحارة 11
- 2021: صقار.
- 2022 :  بروكار ج2
- 2023 :  الماروت

### في الفيديو كليب
- 2009: شاركت في فيديو كليب «وصفة الحب» مع الفنان الإماراتي«حمد العامري»

## الجوائز
- 2001: أفضل ممثلة عن فيلم غراميات نجلا
- 2010: أفضل ممثلة بدور ثانوي عن مسلسلي ما ملكت أيمانكم ولورنس العرب، مهرجان القاهرة

## روابط خارجية
- رنا الأبيض على موقع IMDb (الإنجليزية)
- رنا الأبيض على موقع قاعدة بيانات الأفلام العربية